# جزرة ميلاج (دير الزور)
جزرة ميلاج قرية سورية تتبع ناحية كسرة في منطقة مركز دير الزور في محافظة دير الزور. بلغ عدد سكانها 5113 نسمة في عام 2004 حسب إحصاء المكتب المركزي للإحصاء.
تبعد حوالي 75 كيلو متر عن مركز المدينة، ويمر بها الطريق الواصل بين محافظة دير الزور والرقة ويقسم القرية إلى قسمين:شمالي وجنوبي.